# Хёйгебарт, Лин
Лин Хёйгебарт (нидерл. Lien Huyghebaert; 31 августа, 1982 года, Руселаре, Бельгия) — бельгийская легкоатлетка, прыгунья в длину и бегунья на короткие дистанции, специализируется на 100 метров и на 200 метров. Участница Летних Олимпийских игр 2004 года в эстафете 4*100 метров, в которой с подругами по команде заняли 6 место и установили национальный рекорд Бельгии — 43,08.

## Биография
До 2003 года выступала в секторе для прыжков в длину. Она является рекордсменкой Бельгии в прыжках в длину и в тройном прыжке среди юниоров. Перейдя в спринтерские дисциплины, она заняла второе место на Чемпионате Бельгии по лёгкой атлетике в помещении 2004. Участница Летних Олимпийских игр 2004 года в эстафете 4*100 метров, в которой с подругами по команде заняли 6 место и установили национальный рекорд Бельгии — 43,08. В конце 2005 года Лин преследовали травмы, что в итоге вынудило её принять решение о завершении спортивной карьеры. В сентябре 2006 года она вышла замуж за Томаса де Вриндта и 15 апреля 2007 года родился их первенец — мальчик Сенне.